# Nema Kunku
Nema Kunku est un village de la zone de gouvernement local de Brikama, en Gambie. Au recensement de 2013, Nema Kunku comptait 28 651 habitants.
Nema Kunku est située près de Serekunda, la majeure partie du tourisme dans la région étant provoquée par Serekunda et la capitale, Banjul.